# 森亞拉達山
42°35′28″N 0°48′30″E / 42.59111°N 0.80833°E

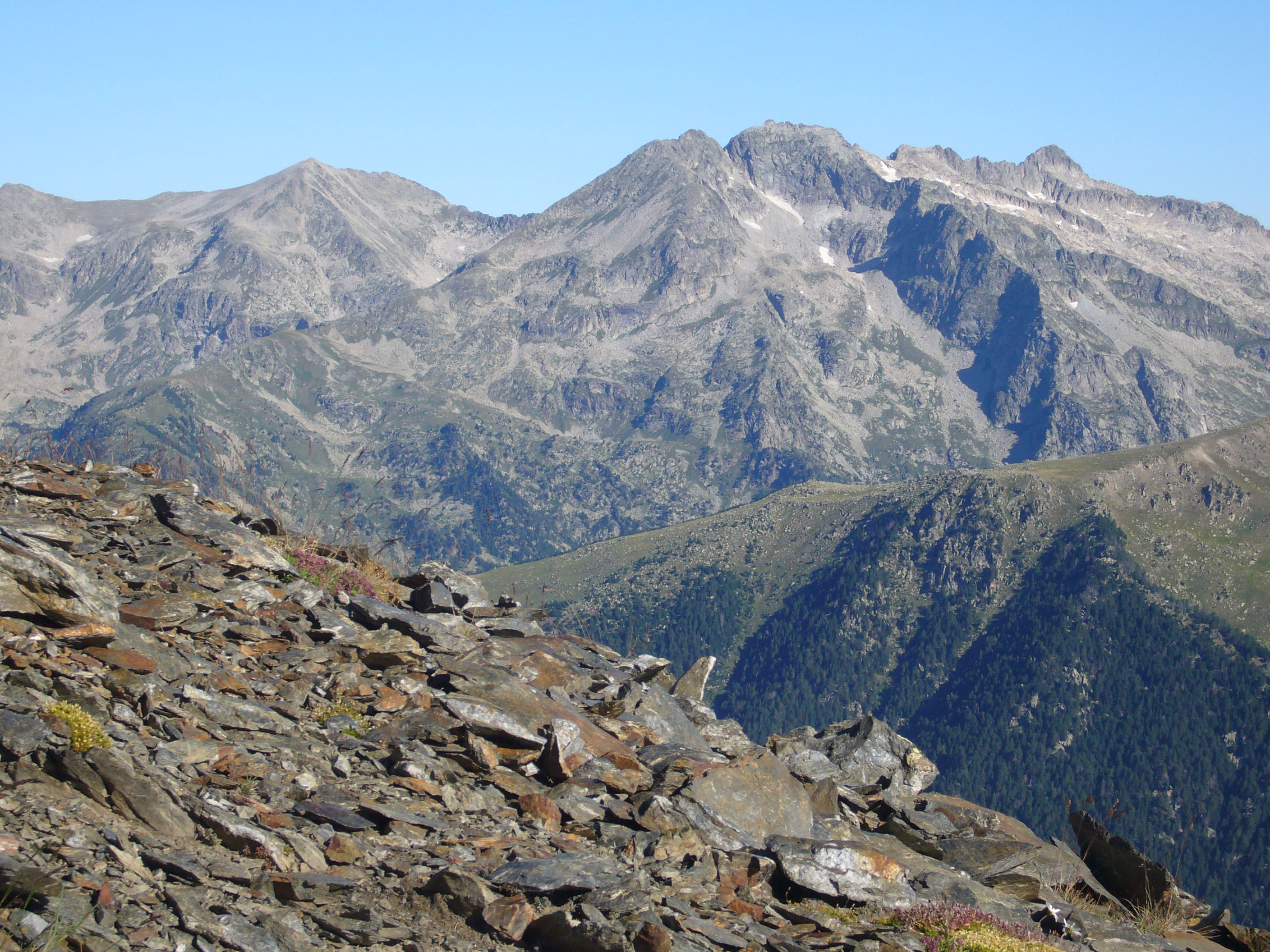

森亞拉達山（Punta Senyalada），是西班牙的山峰，位於該國東北部加泰羅尼亞，屬於比利牛斯山中貝斯貝里山脈的一部分，該山峰海拔高度2,952米。